# Президентские выборы в Южной Корее (1952)
Президентские выборы 1952 года были проведены в Южной Корее 5 августа, в разгар Корейской войны. В отличие от выборов 1948 года, эти выборы были прямыми: президент избирался непосредственно избирателями. Победу одержал действующий президент Ли Сын Ман, который получил 74,6 % голосов избирателей. Явка избирателей составила 88,1 %.

## Результаты выборов
| Кандидат                | Партия                                    | Число поданых голосов | %    |
| ----------------------- | ----------------------------------------- | --------------------- | ---- |
| Ли Сын Ман              | Либеральная партия                        | 5 238 769             | 74,6 |
| Чо Бон Ам               | Независимый                               | 797 504               | 11,4 |
| Ли Си Ён                | Демократическая националистическая партия | 764 715               | 10,9 |
| Син Хын У               | Независимый                               | 219 696               | 3,1  |
| Испорченных бюллетеней  | Испорченных бюллетеней                    | 255 199               | -    |
| Всего                   | Всего                                     | 7 275 883             | 100  |
| Источник: Nohlen et al. |                                           |                       |      |